# Joanne Woodwardová
Joanne Woodwardová (nepřechýleně Woodward; * 27. února 1930, Thomasville) je americká herečka, manželka herce Paula Newmana, se kterým má tři děti.

## Ocenění
- V roce 1957 obdržela Oscara za nejlepší herecký výkon v hlavní roli ve filmu Tři tváře Evy a v letech 1968, 1973 a 1990 byla na Oscara nominována.
- Od roku 1960 má na Hollywoodském chodníku slávy svou vlastní hvězdu. (Mylně uvádí, že se stala první osobou, které se této cti dostalo. Ve skutečnosti bylo její jméno mezi osmi, jejichž instalace z roku 1958 měla ukázat, jak má budoucí chodník slávy vypadat.[2])

## Filmografie (výběr)

### Herečka
- 2013 – Lucky Them / Klikaři (hlas Doris)
- 2005 – Empire Falls / Zánik Empire Falls (TV) (Francine Whitingová)
- 1993 – Philadelphia (Sarah Beckettová)
- 1993 – The Age of Innocence / Věk nevinnosti (vypravěčka)
- 1990 – Mr. & Mrs. Bridge / Pán a paní Bridgeovi (India Bridgeová)
- 1987 – The Glass Menagerie / Skleněný zvěřinec (Amanda Wingfieldová)
- 1985 – Do You Remember Love (TV) (Barbara Wyatt-Hollis)
- 1984 – Harry & syn (Lily)
- 1975 – The Drowning Pool / Návrat Lew Harpera (Iris Devereauxová)
- 1973 – Summer Wishes, Winter Dreams / Letní naděje, zimní vzpomínky (Rita Waldenová)
- 1972 – The Effect of Gamma Rays on Man-in-the-Moon Marigolds (Beatrice)
- 1970 – WUSA (Geraldine)
- 1969 – Winning / Vítězství (Elora)
- 1968 – Rachel, Rachel (Rachel Cameronová)
- 1966 – A Fine Madness / Krásné šílenství (Rhoda Shillitová)
- 1963 – A New Kind of Love (Samantha Blakeová)
- 1961 – Paris Blues (Lillian Corningová)
- 1960 – The Fugitive Kind / Sestup Orfeův (Carol Cutrereová)
- 1958 – The Long, Hot Summer / Dlouhé horké léto (Clara Varnerová)
- 1957 – Tři tváře Evy (Eve Whiteová / Eve Blacková / Jane)
- 1955 – Count Three and Pray (Lissy)
- 1952 – Tales of Tomorrow (TV seriál – epizoda The Bitter Storm) (Pat)

### Režie
- 1982 – American Playhouse (TV seriál) – epizoda Come Along with Me
- 1979 – Family (TV seriál) – epizoda Thanksgiving

## Ocenění
- 1957 – Oscar 1957 – vítěz v kategorii herečka v hlavní roli Tři tváře Evy (Eve Whiteová / Eve Blacková / Jane)
- 1968 – Oscar 1968 – nominace v kategorii herečka v hlavní roli Rachel, Rachel (Rachel Cameronová)
- 1973 – Oscar 1973 – nominace v kategorii herečka v hlavní roli Letní naděje, zimní vzpomínky (Rita Waldenová)
- 1990 – Oscar 1990 – nominace v kategorii herečka v hlavní roli Pán a paní Bridgeovi (India Bridgeová)